# Zilant
Zilant (tatarsko Zur jılan, rusko Зилант, Zilant) je mitološka pošast iz tatarskih legend in pripovedk, podobna ljubljanskemu zmaju.  Od leta 1730 je uradni simbol Kazana. 
Pošast ima glavo zmaja, telo ptice, kokošje noge, kačji rep, pasja ušesa, rdeča krila, ostre zobe, temno sivo perje in temno sivo luskasto kožo. 

## Ime
Beseda Zilant je transkript ruskega imena Зилант, Zilant, izpeljanega iz tatarskga елан, jilan (včasih džilan), ki pomeni kača. Tatari sami pošast pogosto imenujejo s perzijsko besedo Ajdaha (Aždaha, zmaj) ali Ajdaha-yılan (Aždaha jilan, zmaj-kača). Tatari imajo Zilanta za zoprno bitje, istovetno evropskim in perzijskim zmajem. Po idel-uralskih verovanjih se vse kače, ki doživijo sto let, spremenijo v zmaje.
Zliant/Aždaha se razlikuje od kralja kač Ak Jilana.  Ak Jilan (cirilsko Ак Елан, iske imla آق یلان) ali Şahmara (Šahmara, iz perzijskega šah – kralj in mar – kača) pogosto svetuje in pomaga epskim junakom (batırlar) in jih obdaruje. Ak jilan je zaradi dobrohotnega odnosa do človeka podoben kitajskim zmajem.
Čuvaši in Marijci, ki ob Tatarih živijo v Kazanski regiji, imajo legende, povezane z ustanovitvijo Kazana, vendar nobena ne omenja kazanskega zmaja. V 16. stoletju so njihove legende privzeli tudi Rusi, za katere ima Zilant negativen prizvok, ker ga imajo za zmaja.
Na ljudsko predstavo  Zilanta med prebivalci Kazana, tudi sodobnimi, je imela velik vpliv zahodna kultura. Zilanta si zdaj predstavljajo kot klasičnega zahodnjaškega zmaja, kakršnega prikazujejo v filmih.
Za podobe zmaja ali krilate kače v katerem koli grbu Kazana ali Kazanskega kanata pred letom 1552, ko so kanat osvojili Rusi, ni nobenega trdnega dokaza. Eden od vzrokov bi lahko bil islam, uradna religija kanata, ki prepoveduje upodabljanje živih bitij. Tatarske vasi in mesta do prihoda Rusov simbolov in grbov sploh niso poznali. Vsi ruski rajoni so dobili grbe šele leta 2004, središča ujezdov Ruskega carstva pa so jih imela že pred letom 1917.

## Legende
Večina legend, povezanih s Kazanom, je protislovnih  in Zilant ni izjema. Legende o Zilantu imajo veliko različic.
Ena od zgodb pravi, da se je lepa gospodična poročila z meščanom Starega Kazana. Ker je morala hoditi po vodo v reko Kazansu, se je kanu pritožila, da je njegova prestolnica slabo postavljena. Svetovala mu je, naj mesto prestavi na hrib Zilantav, in kan se je strinjal. Na hribu je bilo, na žalost, ogromno kač, debelih kot hlod. Vodila jih je ogromna dvoglava kača Zilant. Ena glava je jedla samo travo, druga pa samo device in mladeniče. Čarovnik je kanu svetoval, naj v bližini hriba naredi velik kup slame in lesa. Ko so se kače spomladi priplazile iz svojih zimskih bivališč, so se zarile v kup slame. Nadnje so poslali viteza, ki je slamo zažgal, da so kače zgorele. Kače so še po smrti  "s svojim smradom ubijale ljudi in konje". Dvoglavi kači je uspelo pobegniti v Kabanska jezera, kjer še vedno živi in se včasih maščuje meščanom. V drugi zgodbi se je ogromna kača spremenila v duha Diuja, ki je v jezeru ustanovil podvodno kraljestvo.
V eni od naslednjih zgodb Zliant ni pobegnil v jezero, ampak se je poskušal maščevati vitezu, ki je odjezdil 50 çaqrım (malo več kot 50 km) daleč iz Kazana. V boju, ki je sledil, je Zilant viteza razsekal na šest delov. Vitezu je kljub temu uspelo v Zilanta zariniti svojo zastrupljeno sulico in ga ubiti. 
V neki drugi legendi se je Zilant vrnil na Zilantav in se naselil v veliki jami v njegovi bližini. Občasno je letel nad mestom in sejal paniko in strah in odletel pit vodo v Črno jezero (izvirno ime jezera je Çerek Kül, se pravi Umazano ali Smrdljivo jezero). Meščani so mu sprva plačevali davek, potem pa so ga s čarovnikovo pomočjo uspeli ubiti.

### Sorodne legende
Ko so Prabolgari nameravali zgraditi mesto Biljar, so odkrili veliko kačo. Odločili so se, da jo bodo ubili, kača pa jih je prosila, naj je ne ubijejo, in od Alaha izprosila, da ji je dal krila. Ko jih je dobila, je odletela iz Biljarja. 
Druga velika kača naj bi živela v stolpu poganskega templja v Alabuği (Elabuga). Četudi so se Bolgari že v 10. stoletju spreobrnili v islam, je kača v njihovem izročilu živela do Timurlenkove invazije na Volško Bolgarijo, potem pa je izginila. 
Ahmed ibn Fadlan, ki je obiskal Volško Bolgarijo v 10. stoletju, omenja veliko kač,  predvsem na drevesih. Ibn Fadlan opisuje ogromno podrto drevo, daljše od 100 elov. V deblu drevesa v videl kačo, skoraj tako dolgo kot deblo samo. Bolgari so pregnali njegove strahove, tako da so mu zagotovili, da kača ni nevarna.

## Razlage
Zgodovinar Lev Gumiljov je v svoji knjigi Starodavni Turki poudaril, da so Kipčaki, eni od prednikov sodobnih Tatarov, izhajali iz doline Želiang  v Altaju. Po njegovem mnenju sta bližnja gora Želiang in naselje Želiang dobila ime po Zilantu Beli kači. Če je v njegovi trditvi kaj resnice, bi se moralo kazanskega  zmaja obravnavati kot ostanek nekdaj priljubljenega turškega totema.
Leteče kače so ile znane tudi v Bolgarju, Suarju, Biljarju in drugih mestih Volške Bolgarije. Kače so bile večinoma dobrohotne, medtem ko so v obmejnih trdnjavah Kazan,  Alabuga in Žukatav živele legende o letečih pošastih. Veliko znanstvenikov je prepričanih, da so Zilant in druge leteče kače simbolizirale hudobne vladarje sosednjih poganskih ljudstev. Legendarni sežig kač bi lahko simboliziral zmago islama nad poganstvom. Skeptiki trdijo, da so Bolgari v obmejnih regijah namenoma širili te legende, da bi prestrašili svoje sosede.
Obstajajo tudi ugibanja, da Zilant ne izvira iz Bele kače, ampak iz sokola  (Börket), podobnega Zilantu iz zgodnejših obdobjih.

## Zilantav v Kazanu
Grič Zilantav (izvirno tatarsko Yılantaw/Елантау/Жылантау, Jilantau/Elantau/Žilantau, Kačja gora), povezan z legendami o Zilantu, je bil nekoč ob reki Kazanki.  Nekateri raziskovalci menijo, da je bil Kazan ustanovljen prav tu, kar podpirajo tudi tatarske legende. Druge legende ga umeščajo v Iske Kazan (Stari Kazan), staro tatarsko naselje iz 16. stoletja. Pomanjkljivost teh legend je, da ne omenjajo Kazanskega kremja, ki je najstarejši del mesta.
Na Zilantavu je bilo v bolgarskem obdobju (12.-14. stoletje) majhno naselje in ne Kazan. V obdobju Kazanskega kanata in kasneje je bilo najbližje naselje Biş Balta. Leta 1560 je bil na hribu ustanovljen samostan Zilantov.  V zadnjih stoletjih je bilo na hribu od konca Kazanskega kanata staro rusko pokopališče.  Med izkopavanji v 1970. letih so odkrili ostanke prvotnega samostana. V najstarejši plasti so bili sledovi velikega požara,  ki podpirajo legendo o sežigu kač. Znanstveniki domnevajo, da se je požar zgodil med invazijo Mongolov.
Zilantav je bil očitno visok suh otok, idealen za zimsko spanje kač. Najbližje jezero se imenuje Zmeinoje ali Zmievo, se pravi Kačje jezero. Leta 1957 se je tok reke Kazančice preusmeril, tako da je zdaj staro rečno korito zamočvirjeno. Zilantav je zdaj neuporabno dolgočasno zemljišče. Stari samostan so ponovno odprli leta 2005.

## Zilant kot državni simbol
Zilant bi lahko bil eden od simbolov Volške Bolgarije pred invazijo Mongolov. Nekateri špekulirajo, da je spadal tudi med simbole Kazanskega kanata. Nizozemec Carlus Allard je omenil, da je imel tarski cezar (kan) nekoč dve zastavi. Na eni od njih, najverjetneje na kazanski, je bil upodobljen Zilant.
Po osvojitvi Kazana je car Ivan Grozni leta 1552 k svojin nazivom dodal naziv kazanskega kana in podobo Zilanta. Zilant je bil upodobljen  tudi v pečatu Lažnega Dmitrija I. in zastavi carja Alekseja. 
Na zgodnjih ruskih upodobitvah ima Zilant eno glavo, štiri kokošje noge, ptičji trup in kačji rep in je kot tak bolj podoben bazilisku kot zmaju.
Leta 1730 je bil s carskim dekretom Zilant razglašen za grb Kazanske gubernije. Na dekretu je opisan kot "črna kača z zlato krono Kazana in rdečimi krili na belem polju". Kot grb Kazana je bil upodobljen tudi na ruskih carskih grbih. Podoba Zilanta je bila dodana grbov vseh mest v Kazanski guberniji. Pojevil se je tudi v grbu Kašire, mesta južno od Moskve, kjer je bil v 16. stoletju v izgnanstvu kazanski kan Abdel Latif. Po letu 1917 je bila Kazanska gubernija ukinjena in skupaj z njo  vsi carski simboli s podobo Zilanta.  
V 1990. letih so se v Kazanu začele razprave, da bi Zilanta ponovno privzeli za simbol mesta.  Zagovorniki predloga so trdili, da je bil simbol Kazanskega kanata, nasprotniki pa, da je Aždaha-Zilant simbol zla in nasilja in zato ponižujoč za Tatare in njihovo državnost. Poudarjali so tudi, da bil Zilant lahko razumljen kot zmaj, ki ga je ubil sveti Jurij in je upodobljen na grbu Moskve. Po tej razlagi bi sveti Jurij simboliziral Moskvo, zmaj pa Kazan.
Nazadnje je bilo sklenjeno, da bi se Zilant lahko povezal z Ak Jilanom (Belo kačo) kot pozitivnim bitjem. Ob tisočletnici Kazana leta 2005 je bil Zilant povovno uveden kot simbol Kazana in je od takrat upodobljen v kazanskem mestnem grbu in zastavi.

## Zilant v umetnosti in kulturi
Zilant kot okrasni element se pojavlja po celem Kazanu. Najbolj opazna je fontana Kazan, oblikovana kot kotel,  postavljena leta 2005.
KAI Zilant se imenuje kazanski rokometni klub.
Zilantkon je priljubljena letna prireditev, ki se dogaja v Kazanu prvih deset dni v novembru.

### Galerija
- Kremeljska postaja Kazanskega metroja
- Zilant v kazanskem Milenijskem parku
- Fontana Kazan v kazanskem Milenijskem parku
- Pečat carja Ivana IV. Groznega
- Fragment pečata

#### Grbi
- Arsk/Arça (1781)
- Kristopol/Çístay (1781)
- Kazan/Qazan (1781)
- Laiševo/Layış (1781)
- Mamadiš/Mamadış (1781)
- Spassk/Bolğar (1781)
- Tetjuši/Täteş (1781)
- Kašira, Moskovska oblast, 1998